# Atletica leggera ai Giochi della V Olimpiade - Getto del peso a due mani
La competizione del getto del peso a due mani di atletica leggera ai Giochi della V Olimpiade si tenne il 11 luglio 1912 allo Stadio Olimpico di Stoccolma.

## Risultati

### Turno eliminatorio
I 7 iscritti hanno diritto a tre lanci con la mano sinistra e tre lanci con la mano destra. Si stila una classifica sommando i migliori lanci di ogni mano. I primi tre disputano la finale (altri tre lanci per mano). I tre finalisti si portano dietro i risultati della qualificazione.
| Pos. | Atleta           | Nazione     | Lanci mano destra | Lanci mano destra | Lanci mano destra | Lanci mano sinistra | Lanci mano sinistra | Lanci mano sinistra | Misura |
| Pos. | Atleta           | Nazione     | 1°                | 2°                | 3°                | 1°                  | 2°                  | 3°                  | Misura |
| ---- | ---------------- | ----------- | ----------------- | ----------------- | ----------------- | ------------------- | ------------------- | ------------------- | ------ |
| 1    | Elmer Niklander  | Finlandia   | 14,24             | N                 | N                 | 11,84               | N                   | 12,43               | 26,67  |
| 2    | Ralph Rose       | Stati Uniti | 15,11             | N                 | 15,23             | 11,04               | 11,19               | 11,27               | 26,50  |
| 3    | Patrick McDonald | Stati Uniti | 14,24             | N                 | N                 | 11,37               | 11,74               | 11,85               | 25,09  |
| 4    | Lawrence Whitney | Stati Uniti | 13,48             | N                 | N                 | 10,61               | N                   | N                   | 24,09  |
| 5    | Einar Nilsson    | Svezia      | 12,52             | N                 | N                 | 10,05               | 10,85               | N                   | 23,37  |
| 6    | Paavo Aho        | Finlandia   | 12,54             | 12,72             | N                 | 10,25               | 10,29               | 10,58               | 23,30  |
| 7    | Mgirdiç Migiryan | Turchia     | N                 | 10,85             | N                 | 8,93                | N                   | N                   | 19,78  |

### Finale
| Pos.    | Atleta           | Età | Nazione     | Lanci mano destra | Lanci mano destra | Lanci mano destra | Lanci mano destra | Lanci mano sinistra | Lanci mano sinistra | Lanci mano sinistra | Lanci mano sinistra | Misura |
| Pos.    | Atleta           | Età | Nazione     | Qual.             | 4°                | 5°                | 6°                | Qual.               | 4°                  | 5°                  | 6°                  | Misura |
| ------- | ---------------- | --- | ----------- | ----------------- | ----------------- | ----------------- | ----------------- | ------------------- | ------------------- | ------------------- | ------------------- | ------ |
| Oro     | Ralph Rose       | 27  | Stati Uniti | 15,23             | 14,78             | N                 | 15,1              | 11,27               | 11,34               | 11,65               | 12,47               | 27,70  |
| Argento | Patrick McDonald | 34  | Stati Uniti | 14,24             | 15,08             | N                 | N                 | 11,85               | 11,79               | 12,29               | 12,45               | 27,53  |
| Bronzo  | Elmer Niklander  | 22  | Finlandia   | 14,24             | 13,55             | N                 | 14,71             | 12,43               | 12,42               | N                   | N                   | 27,14  |

Nel getto del peso standard, i due americani sul podio si scambiano la prima e la seconda posizione.

Ralph Rose morirà in seguito ad un attacco di febbre tifoidea nel 1913, a soli 29 anni.